# Lodovico Ferrari
Lodovico Ferrari (Milão, 2 de fevereiro de 1522 — 5 de outubro de 1565) foi um matemático italiano.
Nascido em Milão, Itália, neto de Bartholomaeus Ferrari, estabeleceu-se em Bolonha, Itália, e iniciou sua carreira como auxiliar de Girolamo Cardano. Dada sua notável facilidade no aprendizado, Cardano começou por ensinar-lhe matemática. Ferrari ajudou Cardano na descoberta das soluções para as equações quadrática e cúbica e foi ainda imensamente responsável pela solução da equação quártica que Cardano publicou. Ainda jovem (antes dos vinte anos), Ferrari tornou-se apto para o exercício do magistério, recomendou-o o próprio Cardano.
Ferrari retirou-se relativamente jovem (apenas 42 anos) e bastante rico. Retornou, então, à sua cidade natal para lá assumir uma cátedra de matemática em 1565. Pouco tempo depois veio a falecer, vítima de envenenamento por arsênico, supostamente assassinado pela própria irmã.